# Jean-Henri Magne
Jean-Henri Magne ( 1804, Sauveterre-de-Rouergue, departamento Aveyron - 1885) fue un naturalista, veterinario, y agrónomo francés, profesor y luego director de la École nationale vétérinaire d'Alfort.

## Biografía
Hijo de Pierre-Jean y de Marguerite Calmette.
Profesor de botánica, de agricultura y de higiene, y más tarde director de la Escuela real – o imperial – veterinario de Alfort, exprofesor de la Escuela real veterinaria de Lyon, miembro de la Sociedad de Veterinaria del departamento del Sena.
Encontró su vocación en el naturalista Louis-Furcy Grognier quien se había casado con su hermana Julie.
Publicó muchos libros, y dirigió Le Moniteur agricole, Journal principalement consacré à la production, à l’élevage, à l’éducation, à l’entretien et à l’amélioration des animaux domestiques, publié par une réunion de cultivateurs et de vétérinaires (Paris : au comptoir des imprimeurs-unis, 1848-).

## Obra
- Multiplication, élève, entretien et engraissement du Porc. Ed. Bouchard-Huzard, libraire, 1841. 4 pp. en línea

- Principes d'hygiène vétérinaire, ou Règles d'après lesquelles on doit entretenir et gouverner les animaux domestiques, cultiver les fourrages, soigner les prairies, etc. Paris : Labé, Lyon : Savy, Toulouse : Gimet, 1842, in-8°, xiv-608 pp. en línea

- Principes d'agriculture et hygiène vétérinaire, Lyon : J. Micolot, 1842, in-8°, xiv-608 pp. 2ª éd. refundido, Paris : Labé, y en Lyon : Charles Savy jeune, 1845, grand in-8°, viii-795 pp.

- Traité d’hygiène vétérinaire appliquée, ou étude des règles d’après lesquelles il faut diriger le choix, la multiplication, le perfectionnement, l’élevage et l’éducation des animaux domestiques, Paris : chez J.-B. Baillière, chez Labé, y la oficina Annales de l’agriculture française, y en Lyon : chez Savy jeune, y en Londres : chez H. Baillière, 1843, 2 vol. in-8° ; Paris : Labé, 1844, 2 vol. in-8°

- Choix des vaches laitières ou description de tous les signes a l'aide desquels on peut apprécier les qualités lactifères des vaches. 2ª ed. de Comptoir des Imprimeurs Unis, 1853. 120 pp.

- Étude de nos races d'animaux domestiques et des moyens de les améliorer, seguido de Des Règles relatives à l'entretien, à la multiplication, à l'élevage du cheval, de l'âne, du bœuf, du mouton, de la chèvre et du porc, 2ª éd. de l'École impériale vétérinaire, 1857, 2 vols.

- Choix des vaches laitières, ou Description de tous les signes à l’aide desquels on peut apprécier les qualités lactifères des vaches, Paris : Comon, 1850, in-12, 96 pp. 2ª éd. Paris : la Maison rustique, 1853, 120 pp. en línea ; 3ª éd. Paris : Librairie agricole de la Maison rustique, 1859, in-12, 144 pp. 4ª éd. Paris : Garnier frères, 1864, in-12, 144 pp. total de 9 ediciones

- Races bovines, leur amélioration: entretien, multiplication, élevage, engraissement du bœuf. 3ª ed. de Garnier frères. 1870. 408 pp.

- con Claude-Casimir Gillet, Nouvelle flore française, Paris, Garnier frères, 1873. 743 pp.

- Choix et nourriture du cheval. 4ª ed. de Garnier frères, 1875. 271 pp.

- Races chevalines, leur amélioration... 3ª ed. de Garnier frères, 1883. 652 pp.

- Traité d'agriculture pratique et d'hygiène vétérinaire générale: Hygiène vétérinaire générale. 4ª ed. de Asselin et Cie, 1883. 863 pp.

- Las vacas de leche: Señales características de las mejores razas, medios para conocer su edad, sistema de aumentar su producto y consejos contra los ardides de los tratantes. Ed. Oficina Tip. de la Secretaría de Fomento, 1888. 209 pp.

- con Claude-Casimir Gillet, Nouvelle Flore Fran Aise: Descriptions Succinctes Et Rang Es Par Tableaux Dichotomiques Des Plantes Qui Croissent Spontan Ment En France Et de Celles Qu'on y Cultive En Grand... Ed. reimpresa de Nabu Press, 2012. 664 pp. ISBN 1274946786

- La abreviatura «Magne» se emplea para indicar a Jean-Henri Magne como autoridad en la descripción y clasificación científica de los vegetales.[1]